# 一フッ化塩素
一フッ化塩素（いちフッかえんそ、英: chlorine monofluoride）は、化学式が ClF で表される塩素原のフッ化物である。常温では無色の気体で、-100℃で淡黄色の液体となる。CAS登録番号は [7790-89-8]。
1928年、ドイツの化学者オットー・ルフ（Otto Ruff）により初めて合成された。
塩素とフッ素の中間の特性を持ち、水、多くの金属、有機化合物、ガラスなどと爆発的に反応して塩素酸化物を生じる。

## 合成法
銅片存在下で、塩素とフッ素の混合気体を250度で加熱すると生じる。
{\displaystyle \mathrm {Cl_{2}+F_{2}\longrightarrow 2\ ClF} }
三フッ化塩素と塩素を反応させても合成できる。
{\displaystyle \mathrm {ClF_{3}+Cl_{2}\longrightarrow 3\ ClF} }

## 反応
汎用性の高いフッ化剤として知られる。
タングステンと反応してフッ化タングステン(VI)、セレンと反応して四フッ化セレンを与える。
{\displaystyle {\ce {W\ + 6ClF -> WF6\ + 3Cl2}}}
{\displaystyle {\ce {Se\ + 4ClF -> SeF4\ + 2Cl2}}}
化合物によっては、塩素とフッ素を同時に化合させることも可能である。一酸化炭素と反応して塩化フッ化カルボニルを与える。
{\displaystyle {\ce {CO\ + ClF ->\ }}} 